# Arachnis × maingayi
Arachnis × maingayi es una especie de orquídea. Es originaria de Asia.

## Descripción
Es una orquídea de mediano tamaño, que prefiere el clima cálido y tiene hábitos de epífita con un vástago alargado que lleva muchas hojas casi rectas, rígidas, basales, dentadas con los bordes curvados. Flores en una inflorescencia axilar erecta de 60 cm de largo, con varias flores que se producen sobre todo en el verano. Esta orquídea es un híbrido de origen natural entre Arachnis flos-aeris y  Arachnis hookeriana.

## Distribución y hábitat
Se encuentra en Malaca y Vietnam en los bosques semi-caducifolios y bosques bajos caducifolios secos en elevaciones desde el nivel del mar a 700 metros.  

## Taxonomía
Arachnis × maingayi fue descrita por (Hook.f.) Schltr. y publicado en Repertorium Specierum Novarum Regni Vegetabilis 10(243–247): 197. 1911.
Etimología
Arachnis: nombre genérico que procede da la latinización de la palabra griega: αράχνη (arachnis) que significa "araña", en referencia a la forma de sus flores.
maingayi: epíteto otorgado en honor de Alexander Carroll Maingay (botánico inglés amante de las orequídeas de los años 1800).
Sinonimia
- Arachnanthe × maingayi Hook.f.
- Arachnis × vanmullemii J.J.Sm.
- Renanthera × maingayi (Hook.f.) Ridl.	[3][4]